# Fireball (album)
Fireball este un album hard rock al trupei engleze de rock Deep Purple, lansat în 1971. A fost al cincilea album de studio al formației și al doilea în componența clasică. A fost înregistrat între Septembrie 1970 și Iunie 1971. Va fi primul album ce atinge primul loc în Marea Britanie dintr-o serie de trei discuri ale grupului. Albumul a primit discul de aur pe 16 iulie 2001, cu peste 500 000 de copii în Statele Unite.

## Lista pieselor
1. „Fireball” (3:25)
2. „No No No” (6:54)
3. „Demon's Eye” (5:19)
4. „Anyone's Daughter” (4:43)
5. „The Mule” (5:23)
6. „Fools” (8:21)
7. „No One Came” (6:28)

- Toate cântecele au fost scrise de Ritchie Blackmore, Ian Gillan, Roger Glover, Jon Lord și Ian Paice.

## Single-uri
- "Fireball" (1971)
- "Demon's Eye" (1971)
- "Anyone's Daughter" (1971)
- "Strange Kind of Woman" (1971)

## Componență
- Ritchie Blackmore - chitară
- Ian Gillan - voce
- Roger Glover - chitară bas
- Jon Lord - claviaturi, orgă Hammond
- Ian Paice - baterie